# Титаноптеры
Титанопте́ры (лат. Titanoptera, от др.-греч. τιτάν — гигант и πτέρο — крыло) — вымерший отряд новокрылых насекомых с неполным превращением из надотряда Archaeorthoptera. Одни из самых крупных насекомых в истории Земли. В настоящее время учёными описано 46 ископаемых видов (Zhang, 2013).

## Строение
Тело продолговатое. Голова более или менее треугольная с мощными, зазубренными на конце челюстями. Усики длинные, нитевидные. Переднеспинка седловидная, со свешивающимися вниз боковыми лопастями. Передние ноги хватательные, с двумя рядами крупных острых шипов по внутренней стороне голени. Средние и задние ноги бегательные. Лапки 5-члениковые, с хорошо развитой присоской между коготками. Крылья хорошо развиты, передние кожистые, задние перепончатые; в покое складываются плоско на спине. Все титаноптеры, и самцы, и самки, имеют на передних крыльях расширенные области между продольными жилками, которые часто трактуются как звуковой аппарат (Цойнер, 1939). Самки имеют короткий наружный яйцеклад, лишенный каких-либо шипов или насечек. Церки короткие, нечленистые.
Представители известны своими размерами: некоторые экземпляры рода Gigatitan достигали 40 см в размахе крыльев.

## Происхождение и классификация
Впервые представители этого отряда были описаны в 1916 году палеоэнтомологом Тильярдом, но при описании были неверно помещены им в подкогорту Paraneoptera. В конце 1930-х годов, по мере открытия новых видов, стала вырисовываться их связь с прямокрылыми. Шаровым, основным исследователем титаноптер, окончательно были установлены их родственные отношения с Orthoptera. Также он выдвинул гипотезу, в которой обосновывал их происхождение, наряду с палочниками, от семейства Tcholmanvissidae. Позднее, однако, было показано (Гороховым и другими), что титаноптеры изначально не имели основной черты прямокрылых — способности к прыжку, а потому произошли не от прямокрылых, а от общих с ними предков в пределах Polyneoptera.
В предложенной Шаровым классификации отряд делится на три семейства: Mesotitanidae (включающее наиболее примитивные виды), Paratitanidae и Gigatitanidae. Семейства различаются в основном по особенностям жилкования.
В состав отряда включают 6 семейств:
- Deinotitanidae Gorochov, 2007
  - Deinotitan Gorochov, 2007 (единственный вид Deinotitan orenburgensis Gorochov, 2007 (Deinotitaninae) — Пермский период, Оренбургская область[7])
  - Monstrotitan Gorochov, 2013
- Mesotitanidae Tillyard, 1925 (syn. Gigatitanidae)
  - Mesotitan
  - Mesotitanodes
  - Prototitan
  - Ultratitan
  - Gigatitan
  - Nanotitan
  - Ootitan
- Paratitanidae Sharov, 1968
  - Magnatitan Park et al., 2022[3]
  - Minititan Gorochov, 2007
  - Paratitan Sharov, 1968
- Tcholmanvissiidae Zalessky, 1934
  - Pinegia Martynov, 1928
  - Tcholmanvissia Zalessky, 1929
  - Yinpingia Lin, 1982
- Tettoedischiidae Gorochov, 1987
  - Macroedischia Sharov, 1968
  - Tettoedischia Sharov, 1968
- Theiatitanidae Schubnel, Roques & Nel, 2021
  - Theiatitan Schubnel, Roques & Nel, 2021

## Биология
Титаноптеры являются одними из наиболее изученных вымерших насекомых. Доказано, что они вели дневной образ жизни. В отличие от прочих прямокрылообразных, титаноптеры были исключительно хищными насекомыми. Это были подстерегающие хищники, жившие на растениях и занимавшие экологическую нишу современных богомоловых. Наличие возможного звукового аппарата позволяет предполагать существование у них достаточно сложного полового поведения. Принцип действия звукового аппарата был основан на трении всего крыла о другое крыло при положении крыльев плоско на спине и в этом отношении отличался от принципа действия звукового аппарата настоящих прямокрылых.
Титаноптеры были яйцекладущими, однако субстрат, в который они откладывали яйца, остается неизвестным. На одном из отпечатков сохранились оболочки яиц, находившихся в брюшке самки. Они очень мелкие, с гладкой скульптурой оболочки.
Испытав расцвет в начале триаса, к концу его титаноптеры полностью вымерли. Какова была причина их вымирания, сказать трудно. Среди многочисленных сборов ископаемых насекомых юрского периода каких-либо потомков титаноптер не найдено.